# Francesco Lepre
Francesco Lepre (* 27. April 1975 in Rom) ist ein ehemaliger italienischer Judoka. Er war Europameister 2004.

## Sportliche Karriere
Der 1,88 m große Francesco Lepre begann seine Karriere in der Gewichtsklasse bis 71 Kilogramm. 1995 gewann der Angehörige der Guardia di Finanza die Silbermedaille bei den Militärweltspielen und siegte bei den Junioren-Europameisterschaften.
Von 1996 bis 2001 kämpfte Lepre im Halbmittelgewicht. 1997 wurde er Zweiter der Militärweltmeisterschaften. Im gleichen Jahr war er erstmals italienischer Meister. 2000 gewann er seinen zweiten Meistertitel. Bei den Olympischen Spielen 2000 in Sydney unterlag er in seinem ersten Kampf dem Portugiesen Nuno Delgado und schied dann in der Hoffnungsrunde gegen den Australier Daniel Kelly aus. Ende des Jahres gewann Lepre eine Bronzemedaille bei den Militärweltmeisterschaften. 2001 gewann er seinen dritten Meistertitel.
Im Laufe des Jahres 2001 stieg Lepre ins Mittelgewicht auf, also in die Gewichtsklasse bis 90 Kilogramm. Bei der Universiade in Peking gewann er eine Bronzemedaille. 2002 belegte er den siebten Platz bei den Europameisterschaften in Maribor. Ein Jahr später wurde er Siebter der Weltmeisterschaften 2003. Bei den Europameisterschaften 2004 in Bukarest bezwang er im Halbfinale den Ukrainer Walentyn Hrekow und im Finale den Niederländer Mark Huizinga. Bei den Olympischen Spielen 2004 in Athen traf er in seinem ersten Kampf auf den späteren Olympiasieger Surab Swiadauri aus Georgien, der Kampf dauerte 48 Sekunden. In der Hoffnungsrunde schied Lepre nach 1:52 Minuten gegen den Russen Chassanbi Taow aus.
2005 gewann Lepre eine Bronzemedaille bei den Mittelmeerspielen. 2007 schied er sowohl bei den  Europameisterschaften als auch bei den Weltmeisterschaften in seinem ersten Kampf aus.